# 역골로 (인천)
역골로(Yeokgol-ro)는 인천광역시 계양구 다남동에 있는 인천광역시도로, 총 연장은 1.617 km이다. 이름이 유래된 것은 다남동의 옛 지명으로, 지금까지 불려지고 있는 역골에서 부여되었다.

## 역사
- 2011년 3월 16일 : 도로명으로 역골로를 고시

## 지리

### 주요 경유지
- 계양구
  - 다남동

### 접촉하는 도로
- 다남로
- 방축로

### 주요 건물 및 시설
- 수니빌딩 (역골로 144/다남동 102-11)